# Legnago
Legnago es un municipio italiano situado en la provincia de Verona, en el Véneto. Tiene una población estimada, a fines de mayo de 2025, de 25 899 habitantes.

## Historia
Las huellas de la presencia humana en el área se remontan a la Edad del Bronce (siglo XIII a. C.). Desde la Edad Media, a causa del río Adige, que atraviesa la ciudad, y su estratégica posición, desempeñó un papel militar importante. La ciudad fue conquistada por primera vez por los lombardos y, posteriormente, por los francos, hasta que se convirtió en propiedad del obispo de Verona alrededor del año 1000; este vendió el lugar al municipio a cambio de Monteforte d'Alpone. Luego Legnago se convirtió en posesión de Ezzelino III da Romano; después pasó a estar bajo el dominio de Scaliger (1207 hasta 1387). Las dominaciones de los Visconti y los Carraresi se sucedieron una tras otra.
Pero el pueblo deseaba adherirse a la República de Venecia, lo que al fin ocurrió en 1405. Esto fue fundamental para la planificación urbana de Legnago, porque fue el gobierno de la Serenísima el que confió en 1525 al arquitecto Michele Sanmicheli la ardua tarea de consolidar las fortificaciones después de la Guerra de la Liga de Cambrai. En el siglo XIX fue una de las cuatro fortalezas del llamado Quadrilatero defensivo formado además por Verona, Peschiera y Mantua, el principal punto fuerte del Reino lombardo-véneto, estado títere del Imperio austriaco durante las tres Guerras de Independencia italianas. Las fortificaciones actuales fueron planeadas y construidas en 1815, ya que las más antiguas fueron destruidas por Napoleón I en 1801. El 98 % del lugar fue arrasado en la II Guerra Mundial.

## Demografía
| Gráfica de evolución demográfica de Legnago entre 1861 y 2025 |
|                                                               |
| fuente: ISTAT - Elaboración gráfica de Wikipedia              |

## Monumentos principales
- La Torrione ("Gran Torre"), que data del siglo XIV. Es la única que subsiste de las antiguas murallas medievales.
- Iglesia de San Salvaro (siglo XII)
- Catedral (Duomo), del siglo XVIII